# Youth Cup w kombinacji norweskiej 2020/2021
Sezon 2020/2021 Youth Cup w kombinacji norweskiej. Rywalizacja odbyła się w czeskim Harrachovie, w dniach 16 i 17 stycznia 2021 roku.
W grupie Youth I w sezonie 2020/2021 startowali zawodnicy urodzeni w latach 2006-2008, natomiast w grupie Youth II zawodnicy urodzeni w latach 2003-2005.

## Kalendarz i wyniki Youth I
| Lp. | Data             | Miejscowość | Konkurencja           | 1. miejsce     | 2. miejsce     | 3. miejsce     |
| --- | ---------------- | ----------- | --------------------- | -------------- | -------------- | -------------- |
| 1.  | 16 stycznia 2021 | Harrachov   | Gundersen HS73/4 km   | Manuel Senoner | Lukáš Doležal  | Jáchym Hrdina  |
| 2.  | 17 stycznia 2021 | Harrachov   | Gundersen HS73/2,5 km | Lukáš Doležal  | Manuel Senoner | Ondřej Balatka |

## Kalendarz i wyniki Youth II
| Lp. | Data             | Miejscowość | Konkurencja         | 1. miejsce      | 2. miejsce      | 3. miejsce   |
| --- | ---------------- | ----------- | ------------------- | --------------- | --------------- | ------------ |
| 1.  | 16 stycznia 2021 | Harrachov   | Gundersen HS73/6 km | Jiří Konvalinka | Jan Šimek       | David Brückl |
| 2.  | 17 stycznia 2021 | Harrachov   | Gundersen HS73/5 km | Jan Šimek       | Jiří Konvalinka | Pepe Schula  |

## Klasyfikacje
| Lp. | Zawodnik        | Punkty |
| --- | --------------- | ------ |
| 1.  | Manuel Senoner  | 180    |
| =   | Lukáš Doležal   | 180    |
| 3.  | Ondřej Balatka  | 110    |
| 4.  | Jáchym Hrdina   | 96     |
| 5.  | Martin Slavík   | 95     |
| 6.  | Vojtěch Stolarz | 85     |
| 7.  | Jakub Hnyk      | 76     |
| 8.  | Lukáš Jeřábek   | 64     |
| 9.  | Hektor Kapustík | 53     |
| =   | Karel Pastarus  | 53     |

| Lp. | Zawodnik        | Punkty |
| --- | --------------- | ------ |
| 1.  | Jiří Konvalinka | 180    |
| =   | Jan Šimek       | 180    |
| 3.  | David Brückl    | 110    |
| =   | Pepe Schula     | 110    |
| 5.  | Hannes Gehring  | 90     |
| 6.  | Radim Sudek     | 76     |
| 7.  | Matija Zelnik   | 72     |
| 8.  | Jan John        | 62     |
| 9.  | Luca Libener    | 58     |
| 10. | Pavel Bernat    | 56     |